# Women Writers' Suffrage League

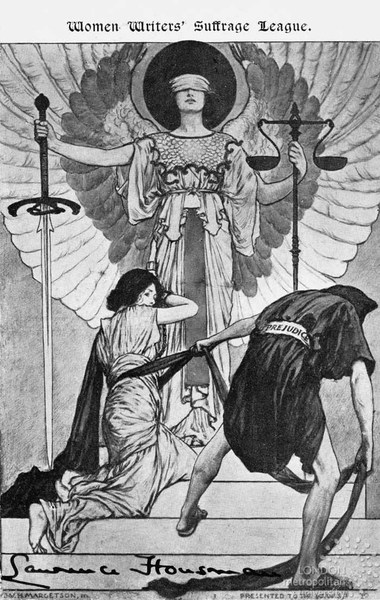
William Henry Margetson

La  Women Writers' Suffrage League (Liga de Mujeres Escritoras por el Sufragio) (WWSL, por sus siglas en inglés) fue una organización en el Reino Unido formada en 1908 por Cicely Hamilton y Bessie Hatton. La organización declaró que quería "obtener poder parlamentario para las mujeres en los mismos términos en que se otorga o puede otorgarse a los hombres". Sus métodos fueron los métodos propios de escritoras - el uso de la pluma”. La organización se veía a sí misma como un grupo de escritoras más que como una sociedad literaria. La membresía no se basaba en los méritos literarios, sino que bastaba con haber publicado y vendido una obra escrita. Las miembros pagaban una tarifa de suscripción anual de 2 chelines y 6d. La liga era muy inclusiva y daba la bienvenida a escritores de todos los géneros, clases, tipos y tendencias políticas siempre que estuvieran a favor del sufragio. En 1911 la liga estaba compuesta por conservadores, liberales y socialistas, mujeres de poder y mujeres trabajadoras así como miembros del ejército. La liga se disolvió el 24 de enero de 1919 tras la aprobación de la Ley de Representación del Pueblo en febrero de 1918, que otorgaba a las mujeres mayores de 30 años el derecho al voto.
Las oficinas de la Liga estaban ubicadas en 55 Bernes St, Oxford St, W.
El grupo dejó patente su odio por el androcentrismo, leyendo y revisando conocidas obras que marginaban a las mujeres. Discutían los problemas reales de la sociedad y llegaban a una conclusión común; después de las reuniones harían públicos estos problemas para que la gente estuviera al tanto de lo que estaba sucediendo. Buscaron influir en los cambios políticos y sociales a través de la literatura.

## Actividades
La WWSL tenía miembros de todo el espectro y, por lo tanto, no participó en algunas manifestaciones políticas. Entre las actividades de la WWSL podrían mencionarse las siguientes:
- Reuniones generales anuales[2]
- At-Homes celebrados en los hogares de los miembros o en hoteles y oficinas, durante los cuales se discutían los objetivos y actividades de WWSL[3]
- Obras de teatro y concursos, junto con la Liga Sufragista de Actrices
- Actividades para recaudar fondos, incluido un puesto de libros en la exposición Unión social y política de mujeres
- Concursos literarios por los mejores escritos sobre el sufragio
- Una biblioteca en un hospital militar en Endell Street, Londres, creada por Elizabeth Robins, Bessie Hatton y Beatrice Harraden.[5]

Más de 100 miembros de la WWSL participaron en la Gran Manifestación del 21 de junio de 1908, que fue organizada por la Unión Social y Política de Mujeres. Los miembros de la WWSL llevaban insignias escarlatas y blancas con púas. También participaron en las marchas en julio de 1910 y junio de 1911.

## Contribuciones en periódicos
Los miembros de la WWSL contribuyeron a los siguientes periódicos:
- Common Cause
- Women's Suffrage News
- Women’s Suffrage Journal
- Women's Suffrage
- La sufragista independiente
- Women's Dreadnought
- The Independent Suffragette

También intentaron participar en un debate público con las editoriales de un periódico conservador que iba en contra del sufragio. Elizabeth Robins, la primera presidenta de la Liga, se hizo famosa por su defensa de la causa frente a la anti sufragista Sra. Humphry Ward en el Times.

## Obras de teatro
La WWSL hizo las siguientes obras junto con la Liga Sufragista de Actrices:
- How the vote was won[7]
- Votes for Women
- A Pageant of Great Women
- A chat with Mrs Chicky[8]
- Press Cutting

También 
con la Liga Sufragista de Actrices compusieron obras, concursos y espectáculos, algunos para rendir homenaje a Shakespeare por integrar en sus obras las cualidades de la mujer. Una obra de teatro escrita por Beatrice Harraden y Bessie Hatton,  Shakespeare's Dreams, presentaba a varios de los personajes de Shakespeare (incluidos Portia, Viola, Perdita, Lady Macbeth, Rosalind, Kate, Beatrice, Puck, Ariel y Cleopatra) acercándose al poeta dormido y dándole flores y recitando algunas de sus famosas líneas.

## Final
La Ley de Representación del Pueblo, aprobada en 1918, otorgaba a las mujeres mayores de 30 años el derecho al voto. Aunque ello no cumplía con el objetivo declarado de la WWSL, que era conseguir para las mujeres el derecho al voto en las mismas condiciones que el derecho al voto de los hombres (los hombres mayores de 21 años estaban autorizados por la Ley), la liga se disolvió el 24 de enero de 1918.

## Miembros Notables
La WWSL tuvo más de 100 miembros, incluidas varias destacadas escritoras y sufragistas:
- Elizabeth Robins - Primera presidenta
- Marie Belloc Lowndes - Vicepresidenta
- Margaret Nevinson - Tesorera
- Cicely Hamilton
- Bessie Hatton
- Béatrice Harraden
- MAY Sinclair
- Alice Meynell
- Oliva Schreiner
- Sarah Grand
- Violet Hunt
- Edith Ayrton
- Edith Ellis
- Evelyn Sharp
- Gertrude Warden
- George Paston
- Madeline Lucette Ryley[2]

La participación activa de los hombres, como asociados honorarios de la liga, también diferenciaba a la WWSL de otros grupos literarios feministas del siglo XX.